# Bissau
Bissau ou Bissao est une ville d'Afrique de l'Ouest, capitale et la plus grande ville de la Guinée-Bissau En 2015, sa population s'élevait à 492 004 habitants. Bissau est située sur l'estuaire du fleuve Geba, au large de l'océan Atlantique, et est la plus grande ville de Guinée-Bissau, son principal port, son centre administratif et militaire.

## Étymologie
Le terme Bissau pourrait provenir du nom d'un clan N'nssassun, dans sa forme plurielle Bôssassun. Intchassu (Bôssassu) était le nom donné au neveu du roi Mecau, premier souverain de l'île d, Bissau, fils de sa sœur Pungenhum. Les Bôssassu formaient un clan des peuples Papel[réf. nécessaire].

## Histoire

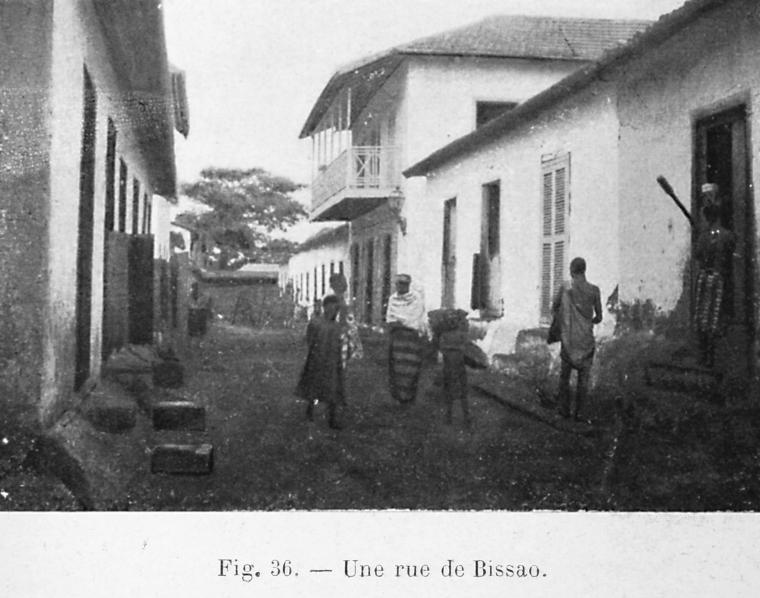
Une rue de Bissau en 1912.

La ville fut fondée en 1687 par les Portugais qui en firent un comptoir fortifié. Durant cette même période, les activités françaises dans la région s'intensifient. Bien que le roi de Bissau Bacompolco leur ait refusé la permission de construire un fort, il leur a accordé une usine commerciale, d'où ils ont expédié des milliers d'esclaves, entre autres choses. En réponse, le Conselho Ultramarino portugais établit la capitainerie générale de Bissau et, en 1696, la ville possédait un fort, une église et un hôpital. C'était le principal centre commercial sur et au sud de la rivière Geba. et rivalisait, voire éclipsait, Cacheu en importance.
En 1942, elle devint la capitale de la Guinée portugaise. Après la déclaration d'indépendance en 1973 par la guérilla, c'est Madina do Boe qui devint la capitale du nouvel État auto-proclamé, mais Bissau resta la capitale des régions toujours sous contrôle du Portugal. En 1974, lorsque les Portugais reconnurent l'indépendance de la Guinée-Bissau et se retirèrent, Bissau redevint la capitale[réf. nécessaire].
En 2023, la compagnie d'électricité turque Karpowership coupera l'électricité de la ville, en raison d'une facture impayée dépassant 15 millions de dollars. La distribution d’électricité a été interrompue tôt le matin du 17 octobre et a repris tard le lendemain, après que la Guinée-Bissau ait effectué un versement de 6 millions de dollars.

## Géographie

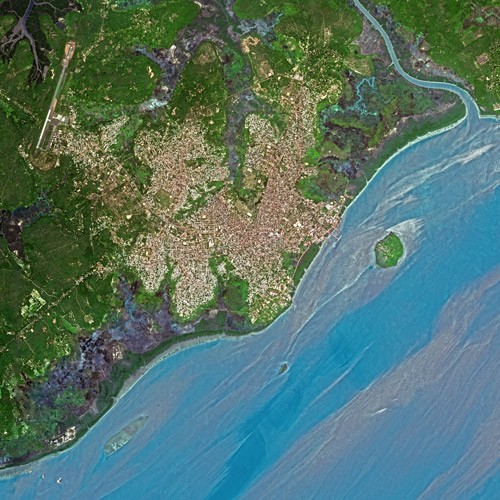
Bissau vu par satellite.

La ville est située à l'estuaire du Rio Geba dans l'océan Atlantique. C'est la plus grande ville du pays, son port principal et son centre administratif et militaire[réf. nécessaire].
Bissau a un climat de savane tropicale (Köppen Aw), pas assez humide pour être qualifié de climat de mousson tropicale (Am) mais beaucoup plus humide que la plupart des climats de ce type[réf. nécessaire].
Il ne pleut presque pas de novembre à mai, mais pendant les cinq mois restants de l'année, la ville reçoit environ 2 000 millimètres de pluie[réf. nécessaire].

## Transports
La ville est reliée par le transport aérien avec l'aéroport international Osvaldo Vieira (code AITA OXB)[réf. nécessaire].
La principale autoroute reliant Bissau au reste du pays et au continent est la route côtière transouest africaine. Il existe également de nombreuses petites autoroutes nationales qui relient d'autres grandes villes telles que Bafatá et Gabu[réf. nécessaire].

## Économie
Bissau est la plus grande ville du pays, son principal port et son centre éducatif, administratif, industriel et militaire. Les arachides, les bois durs, le coprah, l’huile de palme, les produits laitiers et le caoutchouc sont les principaux produits. Bissau est également la principale ville du pays en matière de pêche et d'agriculture.

## Lieux de culte
Parmi les lieux de culte, il y a principalement des mosquées musulmanes. Il y a aussi des églises et des temples chrétiens : Diocèse de Bissau (Église catholique), Églises évangéliques, Église universelle du royaume de Dieu[réf. nécessaire].

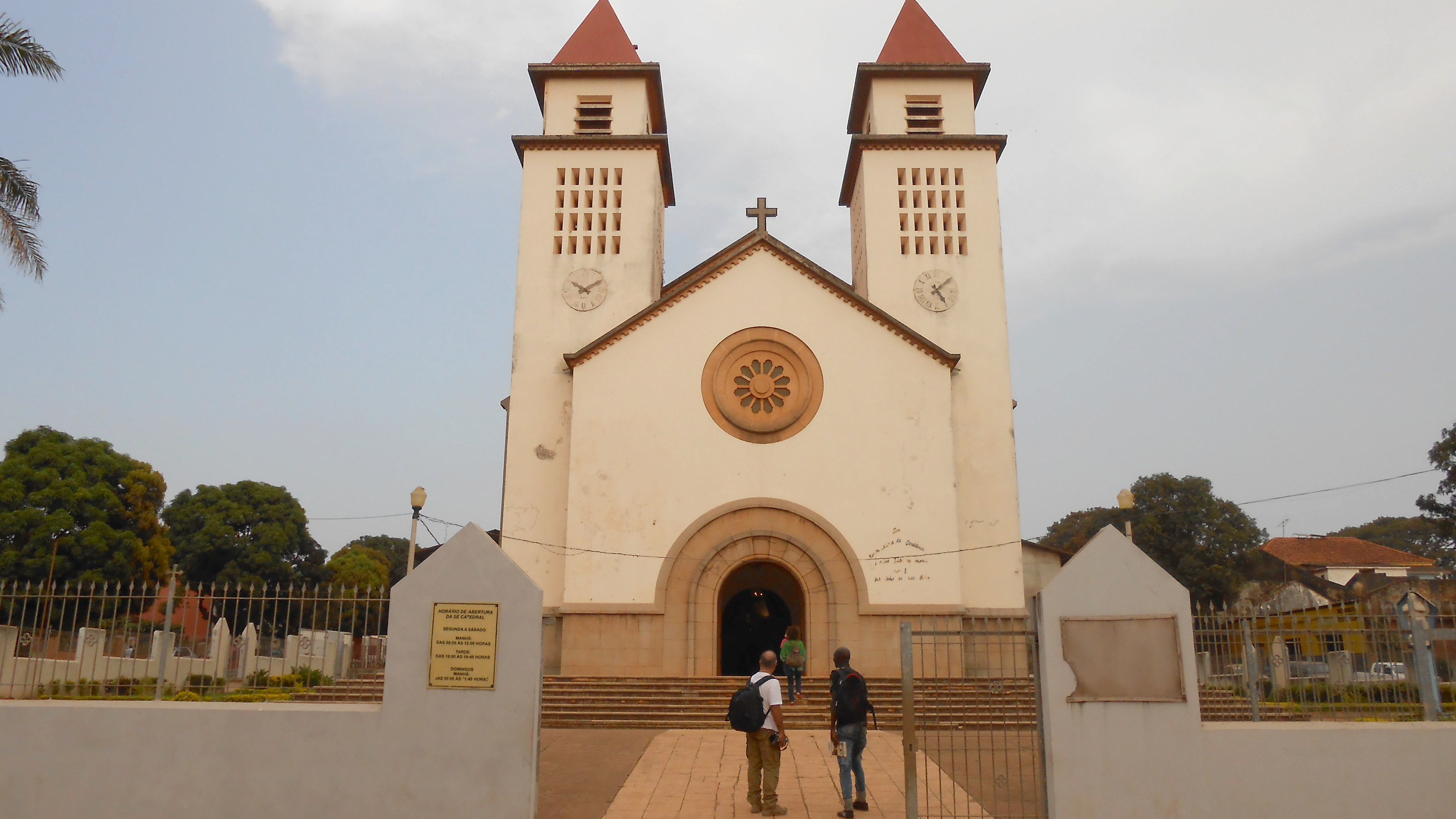
Cathédrale de Bissau.
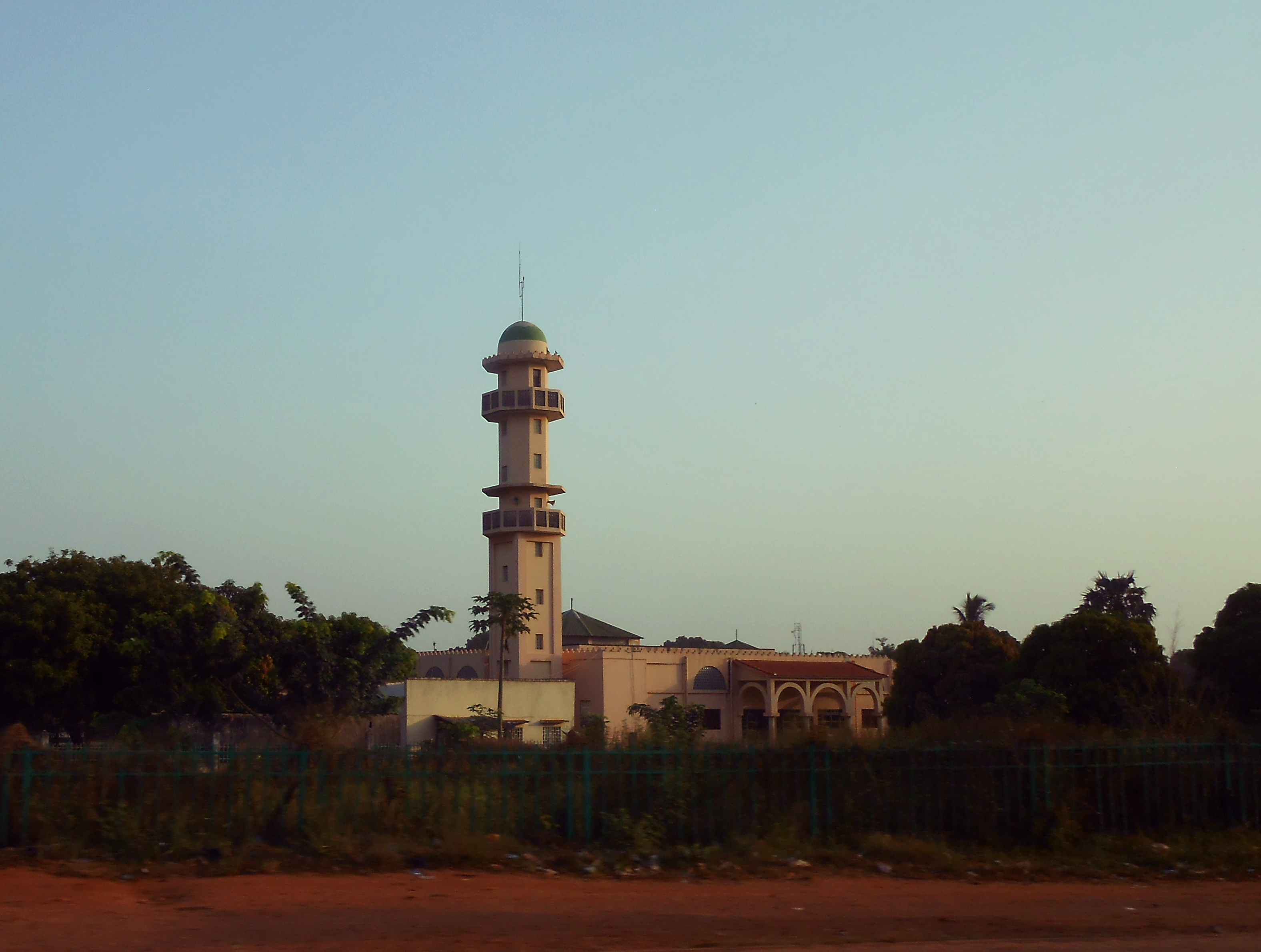
Mosquée à Bissau.
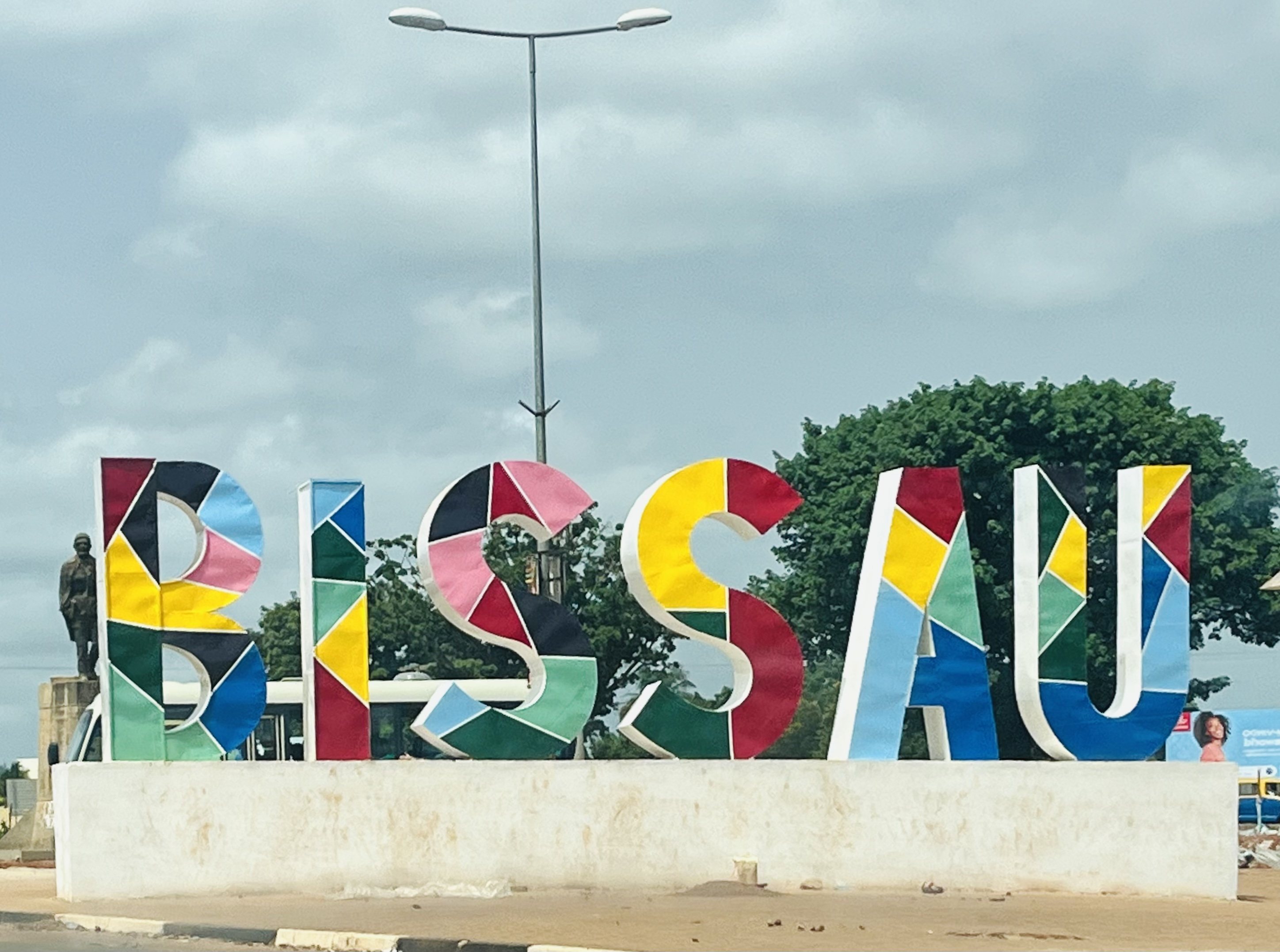
Effigie de Bissau

## Culture
La ville est connue pour son carnaval qui se déroule chaque année, en février, autour de Mardi gras[réf. nécessaire].
Les lieux, les plus fréquemment visités par les touristes, comprennent la forteresse d'Amura (Fortaleza de São José da Amura) où se trouve le mausolée d'Amílcar Cabral, le mémorial Pidjiguiti dédié aux dockers tués lors de la grève du 3 août 1959, l'Institut national des arts de Guinée-Bissau, le musée ethnologique de Bissau et les plages[réf. nécessaire].

## Personnalités liées à la ville
- Joacine Katar Moreira (1982-), femme politique portugaise, y est née.
- Ansu Fati (2002-), footballeur espagnol évoluant au FC Barcelone, y est né
- Carlos Correia (1933-2021), homme politique bissaoguinéen, y est né.
- Karyna Gomes (1976), chanteuse et journaliste bissaoguinéenne, y est née.

## Jumelage
| Ville | Ville          | Pays | Pays                         | Période              |
| ----- | -------------- | ---- | ---------------------------- | -------------------- |
|       | Ankara         |      | Turquie                      |                      |
|       | Chongqing      |      | Chine                        |                      |
|       | Dakar          |      | Sénégal                      |                      |
|       | Lisbonne       |      | Portugal                     |                      |
|       | Praia          |      | Cap-Vert                     |                      |
|       | Rio de Janeiro |      | Brésil                       | depuis le 5 mai 2022 |
|       | Sintra         |      | Portugal                     |                      |
|       | Taipei         |      | République de Chine (Taïwan) | depuis 1997          |
|       | Águeda         |      | Portugal                     |                      |